# Ashes from Hell
Albums de Possessed
Agony in Paradise
(2004)
Ashes from Hell est un EP du groupe de Death metal américain Possessed. L'album est sorti le 6 juin 2006 (ce qui donne le 6-6-6) sous le label Boneless Records.
Le tirage de cet EP a été limité à 1 000 exemplaires et est sorti en format vinyle. La première face de l'album contient deux titres refaits tandis que l'autre face contient deux titres live. Les titres live ont été enregistrés le 7 septembre 1985 pendant un concert du groupe aux Ruthies Inn in Berkeley, en Californie.
Les 100 premiers exemplaires de l'EP ont été vendus avec un médiator de guitare avec le logo du groupe gravé dessus dans l'album.

## Musiciens (pour les titres live)
- Jeff Becerra – chant, basse
- Larry LaLonde – guitare
- Mike Torrao – guitare
- Mike Sus – batterie

## Liste des titres
1. The Exorcist (Ashes Edit)
2. Confessions (Rough Mix)
3. Death Metal (Live)
4. Burning In Hell (Live)